# Доминик Хашек
Доминик Хашек (29. јануар 1965) је бивши чешки голман у хокеју на леду који је играо 16 сезона у Националној хокејашкој лиги, углавном за Бафало сејбресе. Надалеко познат као један од најбољих голмана у историји, Хашек је такође играо за Чикаго Блекхоксе, Детроит Ред Вингсе и Отава Сенаторсе у својој НХЛ каријери пре него што је завршио каријеру у Европи. Док је био у Бафалу, постао је један од најбољих голмана лиге, због чега је добио надимак „Доминатор“. Његова снажна игра је заслужна за успостављање европских голмана у лиги којом су раније доминирали Северноамериканци.  Он је двоструки шампион Стенли купа као члан Ред вингса, први је освојио као почетни голман, а други као резервни.
Хашек је био један од најуспешнијих голмана лиге 90-их и раних 2000-их. Од 1993. до 2001. освојио је шест Везиних трофеја, највише према тренутном систему гласања за најбољег појединачног голмана. 1998. освојио је свој други узастопни Хартов меморијални трофеј, поставши први голман који је више пута освојио награду. Током Зимских олимпијских игара 1998. у Нагану, предводио је чешку репрезентацију у хокеју на леду до њене прве и једине златне олимпијске медаље. Тај подвиг учинио га је популарном фигуром у својој земљи и подстакао је хокејашку легенду Вејна Грецкија да га назове "најбољим играчем у игри".   Док је био са Ред вингсима 2002., Хашек је постао први почетни голман обучен у Европи који је освојио Стенли куп.  У том процесу, поставио је рекорд по искључењима у постсезонској години.
Хашек је важио за неортодоксног голмана, са изразитим стилом који је довео до тога да је означен као „флопер“.  Био је најпознатији по својој концентрацији, брзини стопала, флексибилности и неконвенционалним одбранама, као што је покривање пака својим блокером, а не трапером.  Хашек држи рекорд за највећи проценат одбрана у каријери у НХЛ-у (0,9223) и седми је (први у модерној ери) по головима у односу на просек (2,202). Такође има трећи највећи НХЛ проценат одбрана у једној сезони (0,9366), иза Тима Томаса и Брајана Елиота.   Хашек је једини голман који се суочава са највише удараца у 60 минута и има највећи проценат одбрана у истој сезони, што је постигао два пута (1996. и 1998.) играјући за Сабре.
У време пензионисања, био је најстарији активни голман са 43 године и други најстарији активни играч у лиги после саиграча из Ред Вингса Криса Челиоса, који је имао 46 година. Хашек је најавио повлачење 9. јуна 2008,,  али је 21. априла 2009. најавио повратак професионалном хокеју и потписао уговор са ХК Пардубице из екстралиге .  7. јуна 2010. потписао је за Спартак и одиграо последњу сезону у каријери са овим тимом.  Хашек је своје друго пензионисање најавио 9. октобра 2012.  Хашек је примљен у Хокејашку Кућу славних 17. новембра 2014.  Такође је члан Куће славних чешког хокеја на леду и Куће славних ИИХФ. Његов број су повукли Бафало сејбрси (2015) и ХК Пардубице (2013).  2017. проглашен је за једног од '100 највећих НХЛ играча' у историји.

## Младост
Хашек је почео да игра хокеј са шест година у својој родној Чехословачкој. Како објашњава:
Одржали су пробе за петогодишње дечаке и мој отац ме је тамо одвео. Нисам чак ни имао праве клизаљке. Имао сам оне оштрице које се заврћу на ђонове ципела, али сам био висок, а деветогодишњаци нису имали голмана, па су ме ставили код њих и ту сам се заљубио у хокеј.
1980. Хашек се придружио највишој хокејашкој лиги у земљи, Чехословачкој екстралиги, са ХК Пардубице. Постао је најмлађи хокејаш у историји који је играо на професионалном нивоу са 16 година. Помогао је у освајању две лигашке титуле 1987. и 1989. Следеће године је регрутован у Чехословачку војску и играо је за војни тим Дукла Јихлава. Након што је оставио траг и на крају играо за чехословачку репрезентацију, Хашек се пријавио на НХЛ драфт и изабрали су га Чикаго блекхокси 1983.. У то време, НХЛ тимови су били опрезни према драфту играча иза Гвоздене завесе којима су њихове земље често забрањивале да играју у НХЛ-у. Сходно томе, Хашек је изабран у 10. рунди (199. укупно) и био је 17. изабрани голман. Хашек није ни знао да је драфтован све до неколико месеци касније.
Хашек је играо за репрезентацију Чехословачке на Зимским олимпијским играма 1988., учествовавши у утакмицама против Финске и Канаде, а тим је завршио на шестом месту.

## Лични живот
Хашек и његова бивша супруга Алена имају сина по имену Михаел (рођен 1990.) и ћерку по имену Доминика (рођена 1995.). Доминика је главна певачица електро-поп бенда We Are Domi, који је представљао Чешку Републику на Песми Евровизије 2022., завршивши на 22. месту. У новембру 2012. Хашек је објавио развод након 23 године брака. Када је био млађи, Хашек је играо такмичарски фудбал као везни играч и био је јуниорски шампион у тенису у Источној Бохемији. Његов брат Мартин је такође такмичарски спортиста и играо је за чешки фудбалски тим Спарта Праг пре него што се пензионисао и на крају одлучио да се бави тренерским послом. Што се тиче хобија, Хашек тврди да је љубитељ професионалног рвања још од дана у Бафало сејберсима.
Захваљујући свом формалном образовању, Хашек се истиче међу чешким спортистима. Стекао је универзитетску диплому након што је студирао историју и чешки језик на Педагошком факултету Универзитета у Храдец Краловеу, што га је квалификовало за наставника и довело га до тога да предаје у средњој школи.